# Blutregenalge
Die Blutregenalge (Haematococcus pluvialis) ist eine Grünalge aus der Klasse der Chlorophyceae. Diese maximal 0,05 mm (8–50 µm) kleine, einzellige Süßwasseralge ist von einer Gallertschicht umgeben und besitzt einen becherförmigen Chloroplasten, zwei körperlange Geißeln und einen Augenfleck. Unter schlechten Lebensbedingungen kann sie in ein Dauerstadium übergehen und eine Cyste bilden, die durch Carotinoide (unter anderem Astaxanthin) eine charakteristische rötliche Farbe hat. Astaxanthin wird zum Schutz vor UV-Strahlung und auch bei Nährstoffmangel gebildet.
Den von ihr bewohnten Biotopen, wie beispielsweise Teichen, kleinen Wasserlöchern und Weihwasserbecken, kann die Alge bei Massenentwicklungen eine spektakuläre blutrote Farbe verleihen. Dieses Phänomen wird auch als „Blutregen“ bezeichnet. Astaxanthin ist auch für die Färbung des Blutschnees durch die Alge Chlamydomonas nivalis verantwortlich. Vom Astaxanthin dieser Alge rot gefärbter Schnee kommt häufig in Gebirgen vor.
Die Blutregenalge stellt eine der wichtigsten natürlichen Quellen für die industrielle Gewinnung von Astaxanthin dar. Für den Farbstoff Astaxanthin wird teilweise auch der veraltete Name Haematochrom (oder englisch Haematochrome) verwendet.

## Bilder

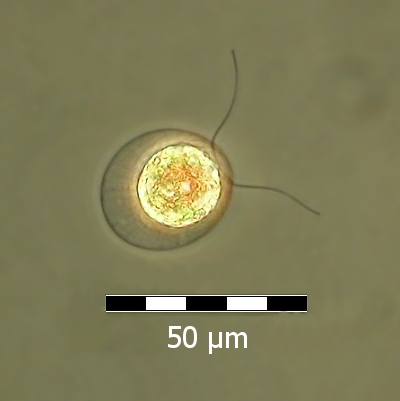
Flagellat von H. pluvialis
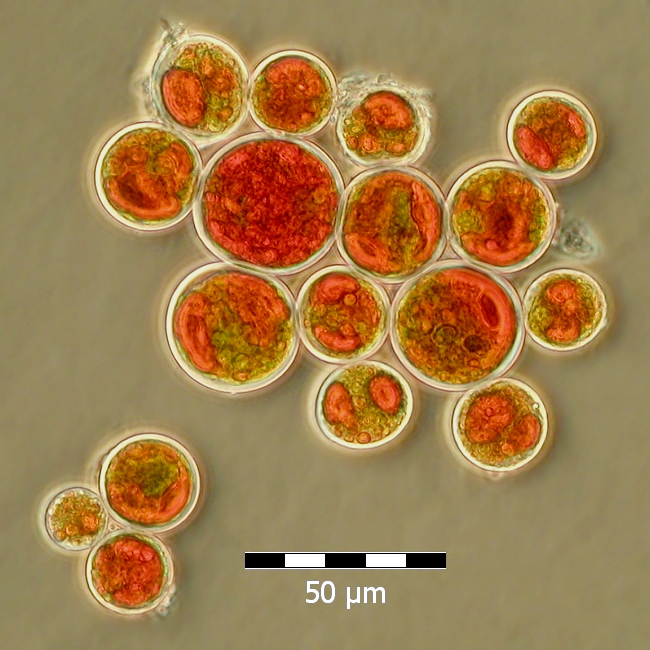
Aplanosporen von H. pluvialis
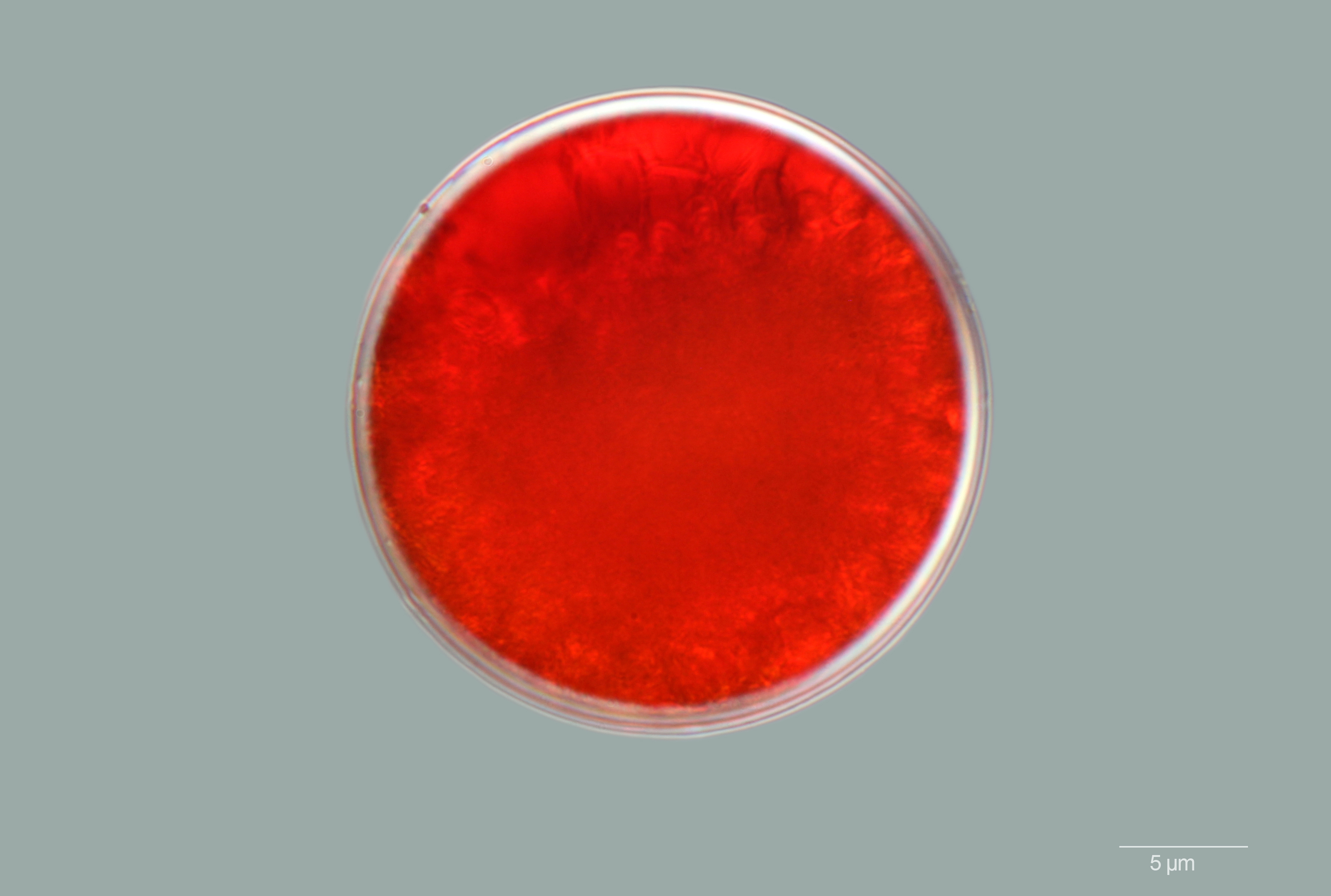
Ausgereifte Aplanospore von H. pluvialis

## Videos
- Adhäsionsmechanismus eines Flagellaten mittels seiner Flimmergeißeln an eine Glasoberfläche zwecks Biofilmbildung